# René Arturo Despouey
René Arturo Despouey (Montevideo, 29 de setembre de 1909 - Castelló de la Plana, 5 de setembre de 1982) va ser un crític teatral uruguaià i un dels fundadors de la crítica cinematogràfica uruguaiana amb la revista Cine Radio Actualidad.

## Carrera
El 1936 funda la revista Cine Radio Actualidad on ensenya a tota una generació d'uruguaians a veure cinema. Va ser el formador de crítics com Homero Alsina Thevenet, Hugo Alfaro, Hugo Rocha, entre molts altres.
Durant la Segona Guerra Mundial es troba en Londres treballant a la BBC, i entre altres coses emet butlletins en castellà amb el pseudònim de Juan de Castilla. Va rebre un dels Premis Ondas 1960.

## Obres
- Santuario de Extravagancias (novel·la moderna), Montevideo, Talleres gráficos J. Florensa, 1927 - 158 pàgines
- Episodio (Film literari), Montevideo, Editorial Campo, 1930 - 121 pàgines
- Escuela de Escándalo, obra teatral estrenada al Teatro Solís el 1966

## En ficció
Despouey és personaje en la novel·la de Carlos María Domínguez El idioma de la fragilidad.